# Aedes blacklocki
Aedes blacklocki är en tvåvingeart som beskrevs av Evans 1925. Aedes blacklocki ingår i släktet Aedes och familjen stickmyggor.
Artens utbredningsområde är Sierra Leone. Inga underarter finns listade i Catalogue of Life.